# 厄文·桑塔那

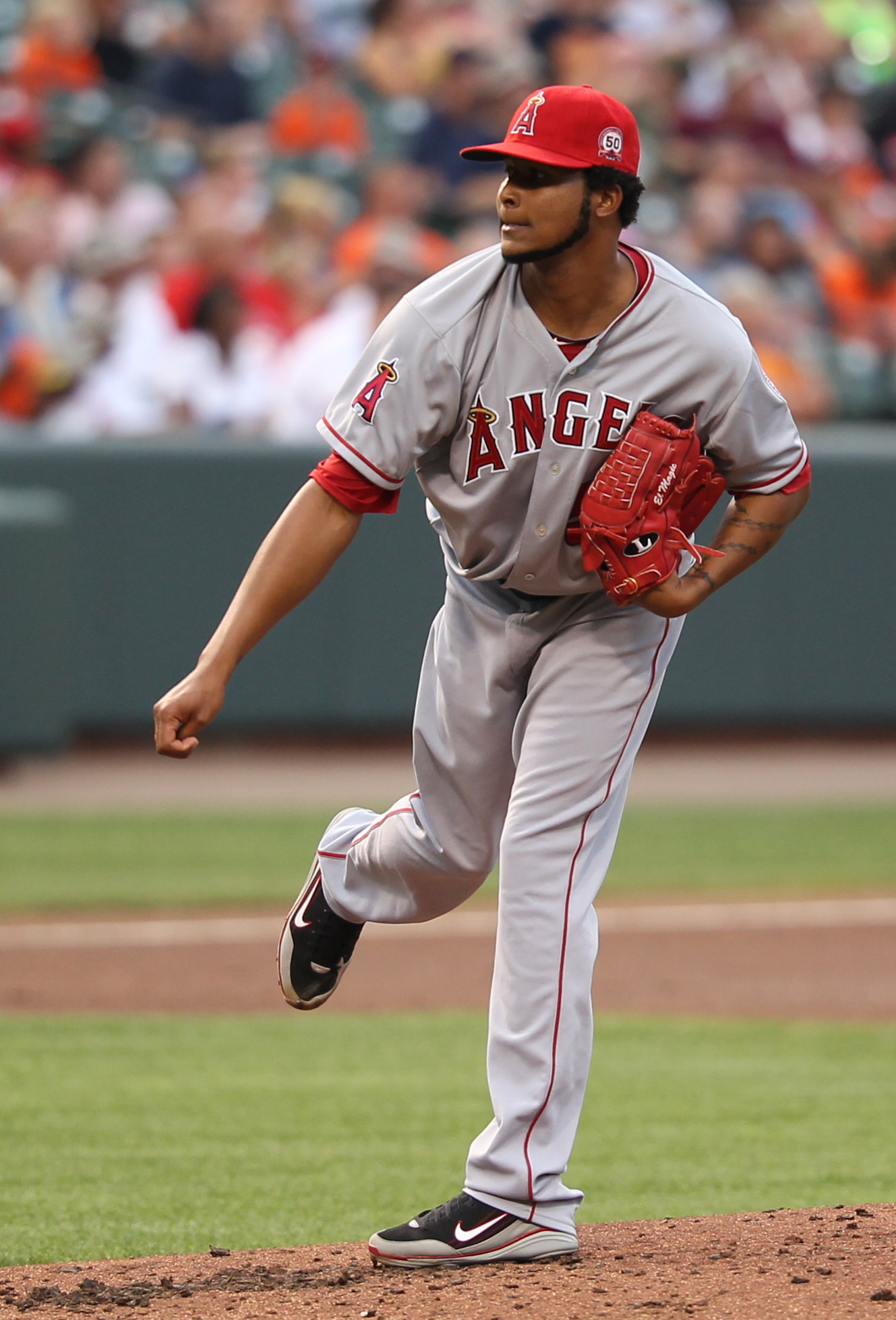
Santana pitching for the Los Angeles Angels in 2011

厄文·雷蒙·桑塔那（Ervin Ramon Santana，1983年1月10日—）生於多明尼加共和國的拉·羅馬納(La Romana)，2015年加入美國職棒大聯盟明尼蘇達雙城，慣用的投球手是右手。目前為自由球員。

## 球員生涯
2005年開季時，桑塔那從2A的阿肯色旅行者隊出發，7次的先發投出5勝1負、自責分率2.31的成績後，因為天使隊的先發投手凱文·艾斯科巴受傷，3A的鹽湖城蜜蜂一時沒有投手有能力上大聯盟替補，因此天使球團冒險將桑塔那從2A直升大聯盟。2005年5月17日桑塔那大聯盟首次先發對上克里夫蘭印地安人隊，結果慘遭攻擊火力強大的印地安人痛擊，第一局的投球就被印地安人的打擊群同時打出一壘安打、二壘安打、三壘安打，以及一支全壘打，形成另類的「投手完全打擊」。
六天後，桑塔那再次先發，這次他在主場面對2005年球季最強的芝加哥白襪隊，但是他卻讓滿場的天使球迷大為驚嘆。當天他遭遇的對手是當時大聯盟的勝投王、白襪隊的王牌投手瓊·賈蘭(Jon Garland)。桑塔那在無人看好的情況下竟然投出一場九局的完封勝，只被強悍的白襪隊打線打出5支安打，另外投出7次三振，精采地拿下大聯盟生涯的第一勝。
不過隨後三個星期因為艾斯科巴傷癒歸隊，桑塔那被下放至3A的鹽湖城蜂刺，而過不了多久，艾斯科巴的手肘被認為仍然有問題，因此再次被送上傷兵名單，而這次桑塔那徹底把握住機會，完成了天使隊先發輪值最後一塊拼圖，也讓艾斯科巴季末歸隊時只能先做後援投手。天使隊2005年打進季後賽時，桑塔那依舊在先發投手輪值名單中，而這次他又帶給所有球迷一個驚嘆號。
2005年美國聯盟分區系列賽(American League Division Series, ALDS)的其中一個組合是紐約洋基對上天使隊，兩隊在五戰三勝制的系列賽前四場打成2-2平手，於是第五場比賽就成了決定勝負的關鍵。天使隊在這場比賽中派出2005年美國聯盟賽揚獎得主巴特羅·柯隆先發，對抗洋基隊的王牌投手麥克·穆西納。結果柯隆在第二局時就因為肩傷復發而被迫退場，而桑塔那在熱身不及的情況下臨危受命上場面對全大聯盟最頂尖的打線。這場比賽中桑塔那表現精采非凡，5.1局的投球讓洋基隊沒有太多有效的攻勢，在隊友火力支援下帶領天使隊驚險贏得這場比賽的勝利，也讓天使隊順利打進美國聯盟冠軍系列賽(American League Championship Series, ALCS)。
這場比賽後，桑塔那成了舉世皆知的投手，而他不算完整的菜鳥球季拿下了12勝，也讓他廣受矚目。2006年他的表現依舊不錯，雖然偶而還是會有控球走樣的問題，但是憑藉著凌厲的球威仍然拿下16場勝投，高居天使先發投手群之冠。

## 小花絮
桑塔那的外號是「El Meneo」，意為搖擺人，因為他的身形高瘦，又走路總是搖來搖去而得名。

## 外部連結
- 球員資訊和成績在MLB，ESPN，Baseball-Reference，Fangraphs，The Baseball Cube（英文）